# Kyle Edmund
Kyle Steven Edmund (Johannesburg, 8 januari 1995) is een Britse tennisspeler. Hij heeft twee ATP-toernooien in het enkelspel en één ATP-toernooi in het dubbelspel gewonnen. Hij deed al mee aan een grandslamtoernooi. Hij heeft vijf challengers in het enkelspel op zijn naam staan.

## Palmares
| Legenda                       | Legenda               |
| ----------------------------- | --------------------- |
| Grand Slam                    |                       |
| Olympische Spelen             |                       |
| tot 2009                      | vanaf 2009            |
| Tennis Masters Cup            | ATP Finals            |
| ATP Masters Series            | ATP Tour Masters 1000 |
| ATP International Series Gold | ATP Tour 500          |
| ATP International Series      | ATP Tour 250          |

### Enkelspel
| Nr.                  | Datum            | Toernooi      | Ondergrond    | Tegenstander in finale | Score               | Details |
| -------------------- | ---------------- | ------------- | ------------- | ---------------------- | ------------------- | ------- |
| Gewonnen finales     |                  |               |               |                        |                     |         |
| 1.                   | 21 oktober 2018  | ATP Antwerpen | Hardcourt (i) | Gaël Monfils           | 3-6, 7-6(2), 7-6(4) | Details |
| 2.                   | 16 februari 2020 | ATP Uniondale | Hardcourt (i) | Andreas Seppi          | 7-5, 6-1            | Details |
| Verloren finales     |                  |               |               |                        |                     |         |
| 1.                   | 15 april 2018    | ATP Marrakesh | Gravel        | Pablo Andújar          | 2-6, 2-6            | Details |
| Gewonnen challengers |                  |               |               |                        |                     |         |
| 1.                   | 1 februari 2015  | Hongkong      | Hardcourt     | Tatsuma Ito            | 6-1, 6-2            |         |
| 2.                   | 26 juli 2015     | Binghamton    | Hardcourt     | Bjorn Fratangelo       | 6-2, 6-3            |         |
| 3.                   | 15 november 2015 | Buenos Aires  | Gravel        | Carlos Berlocq         | 6-0, 6-4            |         |
| 4.                   | 6 februari 2016  | Dallas        | Hardcourt (i) | Daniel Evans           | 6-3, 6-2            |         |
| 5.                   | 7 mei 2016       | Rome          | Gravel        | Filip Krajinović       | 7-6(2), 6-0         |         |
| 6.                   | 3 maart 2019     | Indian Wells  | Hardcourt     | Andrey Rublev          | 6-3, 6-2            |         |

### Dubbelspel
| Nr.                          | Datum      | Toernooi    | Ondergrond | Partner        | Tegenstander in finale     | Score    | Details |
| ---------------------------- | ---------- | ----------- | ---------- | -------------- | -------------------------- | -------- | ------- |
| Gewonnen finales herendubbel |            |             |            |                |                            |          |         |
| 1.                           | 6 mei 2018 | ATP Estoril | Gravel     | Cameron Norrie | Wesley Koolhof Artem Sitak | 6-4, 6-2 | Details |

### Landencompetities
| Nr.              | Datum                | Toernooi  | Ondergrond    | Partner(s)                                                                | Tegenstanders in finale                                                           | Score                 | Details |
| ---------------- | -------------------- | --------- | ------------- | ------------------------------------------------------------------------- | --------------------------------------------------------------------------------- | --------------------- | ------- |
| Gewonnen finales |                      |           |               |                                                                           |                                                                                   |                       |         |
| 1.               | 21-23 september 2018 | Laver Cup | Hardcourt (i) | Roger Federer Novak Đoković Alexander Zverev Grigor Dimitrov David Goffin | Kevin Anderson John Isner Diego Schwartzman Jack Sock Nick Kyrgios Frances Tiafoe | 13-8 (11 wedstrijden) | Details |

## Resultaten grote toernooien
| Legenda | Legenda                          |
| ------- | -------------------------------- |
| g.t.    | geen toernooi gehouden           |
| l.c.    | lagere categorie                 |
| –       | niet deelgenomen                 |
| G       | uitgeschakeld in de groepsfase   |
| 1R      | uitgeschakeld in de eerste ronde |
| 2R      | uitgeschakeld in de tweede ronde |
| 3R      | uitgeschakeld in de derde ronde  |
| 4R      | uitgeschakeld in de vierde ronde |
| KF      | uitgeschakeld in de kwartfinale  |
| HF      | uitgeschakeld in de halve finale |
| F       | de finale verloren               |
| W       | het toernooi gewonnen            |
| w-v     | winst/verlies-balans             |

### Enkelspel
| toernooi             | 2013 | 2014 | 2015 | 2016 | 2017 | 2018 | 2019 | 2020 |
| -------------------- | ---- | ---- | ---- | ---- | ---- | ---- | ---- | ---- |
| grandslamtoernooien  |      |      |      |      |      |      |      |      |
| Australian Open      | –    | –    | 1R   | 1R   | 2R   | HF   | 1R   | 1R   |
| Roland Garros        | –    | –    | 2R   | 2R   | 3R   | 3R   | 2R   | –    |
| Wimbledon            | 1R   | 1R   | 1R   | 1R   | 2R   | 3R   | 2R   | g.t. |
| US Open              | –    | –    | –    | 4R   | 3R   | 1R   | 1R   | 2R   |
| ATP Masters 1000     |      |      |      |      |      |      |      |      |
| Indian Wells         | –    | –    | –    | 1R   | 2R   | 2R   | 4R   | g.t. |
| Miami                | –    | 1R   | 1R   | 2R   | 1R   | 2R   | 4R   | g.t. |
| Monte Carlo          | –    | –    | –    | –    | 2R   | 1R   | 1R   | g.t. |
| Madrid               | –    | –    | –    | –    | –    | KF   | 1R   | –    |
| Rome                 | –    | –    | –    | –    | 2R   | 3R   | 1R   | 1R   |
| Montreal/Toronto     | –    | –    | –    | 1R   | 1R   | 1R   | 2R   | g.t. |
| Cincinnati           | –    | –    | –    | –    | 1R   | 2R   | 1R   | 1R   |
| Shanghai             | –    | –    | –    | 2R   | 2R   | KF   | 1R   | g.t. |
| Parijs               | –    | –    | –    | –    | 2R   | –    | 3R   | –    |
| olympisch            |      |      |      |      |      |      |      |      |
| Olympische Spelen    | g.t. | g.t. | g.t. | 2R   | g.t. | g.t. | g.t. | g.t. |
| statistieken         |      |      |      |      |      |      |      |      |
| totaal aantal titels | 0    | 0    | 0    | 0    | 0    | 1    | 0    | 1    |
| eindejaarsranking    | 376  | 194  | 102  | 45   | 50   | 14   | 69   | 48   |

### Dubbelspel
| toernooi             | 2013 | 2014 | 2015 | 2016 | 2017 | 2018 | 2019 | 2020 |
| -------------------- | ---- | ---- | ---- | ---- | ---- | ---- | ---- | ---- |
| grandslamtoernooien  |      |      |      |      |      |      |      |      |
| Australian Open      | –    | –    | –    | –    | –    | –    | –    | –    |
| Roland Garros        | –    | –    | –    | –    | –    | –    | –    | –    |
| Wimbledon            | 1R   | 1R   | 1R   | 1R   | 1R   | –    | –    | g.t. |
| US Open              | –    | –    | –    | –    | –    | –    | –    | –    |
| ATP Masters 1000     |      |      |      |      |      |      |      |      |
| Indian Wells         | –    | –    | –    | –    | –    | 1R   | 1R   | g.t. |
| Miami                | –    | –    | –    | –    | –    | 1R   | –    | g.t. |
| Monte Carlo          | –    | –    | –    | –    | –    | –    | 1R   | g.t. |
| Madrid               | –    | –    | –    | –    | –    | –    | 2R   | g.t. |
| Rome                 | –    | –    | –    | –    | –    | –    | KF   | –    |
| Montreal/Toronto     | –    | –    | –    | –    | –    | –    | 2R   | g.t. |
| Cincinnati           | –    | –    | –    | –    | –    | –    | –    | –    |
| Shanghai             | –    | –    | –    | –    | –    | –    | –    | g.t. |
| Parijs               | –    | –    | –    | –    | –    | –    | –    | –    |
| olympisch            |      |      |      |      |      |      |      |      |
| Olympische Spelen    | g.t. | g.t. | g.t. | –    | g.t. | g.t. | g.t. | g.t. |
| statistieken         |      |      |      |      |      |      |      |      |
| totaal aantal titels | 0    | 0    | 0    | 0    | 0    | 1    | 0    |      |
| eindejaarsranking    | —    | 717  | —    | 854  | —    | 161  | 147  | 185  |